# Gary Indiana
Gary Indiana (eigentlich Gary J. Hoisington; * 16. Juli 1950 in Derry, New Hampshire, USA; † 23. Oktober 2024 in New York City, New York, USA) war ein US-amerikanischer Autor, der auch als Schauspieler, Filmemacher und Bildender Künstler wirkte. Er zählte zu den maßgeblichen Protagonisten im East Village und in der New Yorker Kultur- und Kunstszene der 1970er und 1980er Jahre. Von 1985 bis 1988 war er der leitende Kunstkritiker von The Village Voice, 1987 debütierte er als Schriftsteller mit dem Prosaband Scar Tissue and Other Stories. Sein literarisches Werk ist auf zahlreiche Independent-Verlage aufgesplittert, am bekanntesten wurde seine sogenannte „Südkalifornien-Trilogie“.

## Leben
Gary Hoisington wuchs in einer Kleinstadt auf, in bescheidenen Verhältnissen. Seine Mutter Cecile war Gemeindebedienstete (ab 1957 „town clerk“), sein Vater, Miteigentümer eines kleinen Holzhandels, hatte eine Neigung zum Glücksspiel. Im Drugstore deckte der Junge sich mit Lektüre ein und entdeckte zum Beispiel die Schriften von Mary McCarthy. Im Alter von 16 Jahren wurde er an der University of California in Berkeley aufgenommen. Die Studentenbewegung 1968 politisierte ihn, sein Studium jedoch brach er ab. Erste Schreibversuche mündeten in die Veröffentlichung einer Filmkritik. Um seine Eltern nicht zu kompromittieren – der Film und das Medium der Veröffentlichung waren abseits des Mainstreams –, zeichnete Gary (in, so sagte er rückblickend, „grenzenloser Naivität“) als Gary Indiana.
Nach einer kurzen Etappe in Boston – von dort fuhr er per Autostopp nach New York, um im Max’s Kansas City The Velvet Underground zu hören – verschlug es ihn nach Los Angeles, 1978 zog es ihn nach New York, wo er in einer kleinen, später niemals aufgegebenen Wohnung in der East 11th Street seine Bleibe fand. Er bewegte sich in Off-Theater-Kreisen, spielte, inszenierte und schrieb Texte: Alligator Girls Go To College etwa wurde 1979 im Mudd Club aufgeführt. Essays und Kritiken verfasste Gary Indiana für Artforum, zunächst hauptsächlich zum Thema Film, auch aus Europa (etwa über die Internationalen Filmfestspiele Berlin 1981) und über europäische Filmemacher wie Werner Schroeter. Sein besonderes Interesse galt dem Autorenkino.
Der Autodidakt wirkte auch selbst in Filmen mit: 1984 war er Darsteller in Dorian Gray im Spiegel der Boulevardpresse von Ulrike Ottinger, 1985 in Die Praxis der Liebe von Valie Export und in Kalt in Kolumbien von und mit Dieter Schidor, 1991/92 bei Terror 2000 von Christoph Schlingensief. Es handelte sich jeweils um kleine Nebenrollen. Diese führten auch zu Freundschaften: Wolf Wondratschek etwa veröffentlichte 2006 einen Text mit persönlichen Erinnerungen an Veruschka: „Ich wollte“, so Wondratschek, „daß du Gary heiratest, Gary Indiana, unseren Freund, einen zwergenhaften, überaus unterhaltsamen, schwulen Schriftsteller, in dessen Gegenwart alles Heilige lächerlich war, aber das Lachen darüber seine heilsamste Wirkung entfaltete.“
Zu Art in America kam der Autor, weil es dort einen Mangel an Kunstkritikern gab und er öfters beauftragt wurde. Als ihm Village Voice eine fixe Mitarbeit anbot, nahm er den Job an, um seinen Lebensunterhalt zu sichern. Mehr und mehr widmete er sich Reportagen.
Erst 1987 veröffentlichte Gary Indiana in Buchform. Er gibt an, sein Schreiben sei u. a. von Thomas Bernhard beeinflusst. In seiner Trilogie (in der Rezeption oft als True-Crime- oder Südkalifornien-Trilogie benannt) beschäftigte er sich mit Serienmördern der jüngeren US-Geschichte: Die Gebrüder Menendez (bei Indiana „Martinez Brothers“), Andrew Cunanan sowie Kenneth und Sante Kimes fiktionalisierte er. Sogar die New York Times, in der man Indianas literarischem Schreiben bis dahin skeptisch bis ablehnend begegnet war, attestierte ihm angesichts dieser Arbeiten großes satirisches Talent. Gary Indiana bezeichnete seine Arbeitsweise in diesen drei Werken als Pastiche. Antje Dallmann (Humboldt-Universität zu Berlin) meinte zum ersten Band der Trilogie, der Roman führe „mit bitterem Humor“ vor, „dass es nicht Schicksal ist, was die kleinen und großen Katastrophen auslöst, sondern menschliches Handeln: Oberflächlichkeit, Verantwortungslosigkeit, Desinteresse und Brutalität.“
Nach eineinhalb Jahrzehnten in Kuba lebte und arbeitete er wieder in New York und in Los Angeles. Der Zeitschrift Bomb, in deren erster Ausgabe Gary Indiana 1981 vertreten war, blieb er verbunden. Er veröffentlichte dort Literarisches, darunter auch Tagebuchtexte, und führte Gespräche, u. a. mit Valie Export (1982), Daniel Schmid (1983), Robert Mapplethorpe (1988) Alexander Kluge (1989) und Emma Tennant (1992).
1981 wurde er von Peter Hujar porträtiert: Die Fotografie Gary Indiana Veiled war in verschiedenen Ausstellungen zu sehen.
Mit vielen Persönlichkeiten der Kunst- und Kulturszene gut bekannt, war er Auskunftsperson für Biografien über Susan Sontag (befragt von Benjamin Moser) und über Kathy Acker (befragt von Chris Kraus). Einen autobiografischen Versuch veröffentlichte Gary Indiana 2015 unter dem Titel I Can Give You Anything But Love.
Indiana starb am 23. Oktober 2024 in Manhattan an den Folgen von Lungenkrebs.

## Werk
Gary Indiana verfasste Belletristik – darunter die True-Crime-Trilogie Resentment: A Comedy (1997), Three Month Fever: The Andrew Cunanan Story (1999) und Depraved Indifference (2002) – sowie Theaterstücke und Sachbücher, etwa eine Monografie über Die 120 Tage von Sodom von Pier Paolo Pasolini für das British Film Institute (2000). Vergriffene Titel wurden neu aufgelegt, was The Paris Review als „a kind of Indiana renaissance“ bezeichnete. 1996, 2018 und 2022 erschienen Sammlungen seiner journalistischen Texte in Buchform, und 2010 stellte Semiotext(e) einen Band mit dramatischen Texten, Kurzprosa und Lyrik von Gary Indiana zusammen.
Zwei der Buchveröffentlichungen wurden ins Deutsche übersetzt: Callboy erschien 1995 in der Übersetzung von Frank Heibert im Passagen Verlag, Andy Warhol oder: Der Siegeszug der Suppendose 2016 bei Albino.
1994 war er Herausgeber der Anthologie Living With the Animals. Essyaistische Beträge steuerte Gary Indiana in Ausstellungskatalogen und Kunstbüchern zu (u. a., chronologisch) Lucas Samaras, Aura Rosenberg, Barbara Kruger, Valie Export, John Waters, Cameron Jamie, Roni Horn, Tracey Emin und Tal R bei. Erinnerungen erschienen 2015.
27 Schachteln mit Material (Gary Indiana Papers) aus den Jahren von 1976 bis 2005 befinden sich in The Fales Library & Special Collections der New York University.

„He belongs to a special breed of American urban writers who take cool pleasure in dissecting the lives of the rich and ugly, and is possibly the most jaded chronicler of them all. On a good day, he makes Bret Easton Ellis look like Enid Blyton, yet many, myself included, think he might already have written the Great American Novel(s).“

„Er [= Gary Indiana] gehört zu jener besonderen Sorte urbaner US-Autoren, welche ein kühles Vergnügen daraus schöpfen, die Leben der Reichen und Hässlichen zu sezieren, und möglicherweise ist er ihrer aller am meisten übersättigter Chronist. An einem guten Tag lässt er Bret Easton Ellis wie Enid Blyton aussehen, und viele, mich eingeschlossen, finden durchaus, er könnte die Great American Novel (oder mehrere davon) geschrieben haben.“

Auf die Frage nach einem grob unterschätzten Schriftsteller oder einer solchen Schriftstellerin – “Which author (living or dead) do you think is most underrated?” – antwortete Olivia Laing im Times Literary Supplement: “Gary Indiana.” Und sie empfahl: “Start with Three Month Fever (1999), his incredible real-life novel about the murder of Versace.”

### Veröffentlichungen (Auswahl)
- Scar Tissue and Other Stories. Calamus Books/Gay Presses of New York, New York 1987.
- White Trash Boulevard. Hanuman Books, Woodstock, N. Y. 1988.
- Horse Crazy. A Novel. Grove Press, New York 1989 (Neuausgabe 2018, ISBN 978-1-60980-861-7).
- Gone Tomorrow. Pantheon, New York, 1993 (Neuausgabe 2018, ISBN 978-1-60980-863-1).
- Rent Boy. Serpents Tail, London/New York (High Risk Books), 1994 (Neuausgabe für Januar 2023 angekündigt[23]).
  - deutsch: Callboy. Übersetzt von Frank Heibert, Passagen Verlag, Wien 1995.
- Let It Bleed. Essays, 1985–1995. New York/London 1996.
- Resentment: A Comedy. Doubleday, New York 1997.
- Three Month Fever: The Andrew Cunanan Story. HarperCollins, New York 1999, ISBN 978-0-06-093112-4.
- Salò or The 120 Days of Sodom. London 2000 (= BFI Classics), ISBN 978-0-85170-807-2.
- Depraved Indifference. HarperCollins, New York 2002, ISBN 978-0-06-019726-1.
- Do Everything in the Dark. St. Martin’s, New York 2003 (Neuausgabe 2015, ISBN 978-0-9912196-7-4).
- Schwarzenegger Syndrome: Politics and Celebrity in the Age of Contempt. The New Press, 2005, ISBN 978-1-56584-951-8.
- Utopia’s Debris: Selected Essays. Basic Books, New York 2008, ISBN 978-0-7867-2709-4.
- The Shanghai Gesture. Two Dollar Radio, Columbus, OH 2009, ISBN 978-0-9820151-0-0.
- Last Seen Entering the Biltmore: Plays, Short Fiction, Poems 1975–2010, Semiotext(e) / Native Agents, 2010, ISBN 978-1-58435-090-3.
- Andy Warhol and the Can that Sold the World. Basic Books, New York 2010, ISBN 978-0-465-02098-0.
  - deutsch: Andy Warhol oder: Der Siegeszug der Suppendose. Memoir. Übersetzt von Nicola Heine und Timm Stafe, Albino, Berlin 2016, ISBN 978-3-95985-078-0.
- I Can Give You Anything But Love. Rizzoli Ex Libris, New York 2015, ISBN 978-0-8478-4686-3.
- Tiny Fish that Only Want to Kiss. Itna Press, Los Angeles 2016, ISBN 978-0-9912196-6-7.
- Vile Days: The Village Voice Art Columns 1985–1988 (Hrsg.: Bruce Hainley), Semiotext(e), New York 2018, ISBN 978-1-63590-037-8.
- Fire Season: Selected Essays, 1984–2021, Seven Stories Press, New York 2022, ISBN 978-1-64421-162-5.

### Stücke, Filme, Ausstellungen (exemplarisch)
Zur Produktion eines seiner frühen Theatertexte, Phantoms of Louisiana, steuerte Evan Lurie die Musik bei. Das Stück war auf einer Zugfahrt von Paris nach Frankfurt geschrieben worden.
1981 erschien The Roman Polanski Story.
Für Roy Cohn / Jack Smith kontrastierte Gary Indiana 1992 zwei Persönlichkeiten in einem Einpersonenstück: Roy Cohn war ein Jurist, der öffentlich gegen Homosexualität auftrat, Jack Smith der Regisseur des queeren Undergroundfilms Flaming Creatures. Beide Männer starben in den 1980er-Jahren an AIDS. Im Stück werden sie dargestellt von Ron Vawter. Durch die Filmversion einer Aufführung (1994, Regie: Jill Godmilow) ist die Produktion, die im Museum of Contemporary Art, Los Angeles zu sehen war, dokumentiert. Roy Cohn wurde später von Glenn O’Brien in die Anthologie The Cool School. Writing from America’s Hip Underground (Library of America / Penguin) aufgenommen.
Im Whitney Museum of American Art zeigte Gary Indiana 2014 sein Video Stanley Park.